# Sag Ja!
Sag ja! (Originaltitel Dis-moi oui) ist eine von Regisseur Alexandre Arcady inszenierte französische Filmkomödie aus dem Jahr 1995.

## Handlung
Der 30-jährige Womanizer Stéphane Villiers arbeitet in Bordeaux als Kinderarzt an der Klinik seines Vaters und ist bei Patienten und Klinikpersonal gleichermaßen beliebt. Eines Tages sitzt die 12-jährige Eva Castillo vor seiner Haustür und erzählt ihm die Geschichte eines verpassten Zuges bei der Klassenfahrt. Zögernd bietet er Eva an, in seiner Wohnung zu übernachten. Zu seiner Überraschung entpuppt sich Eva an seinem Flügel als exzellente Pianistin. Nachdem Stéphane Evas Geschichte als Schwindel entlarvt, flieht sie aus der Wohnung.
Im Poloclub macht Stéphane Bekanntschaft mit der attraktiven Anwältin Florence. Urplötzlich taucht Eva wieder bei ihm auf. Sie erklärt ihm, dass sie von ihrer bösen Stiefmutter und deren beiden Töchter misshandelt werde und deutet auf ein Hämatom am Bein. Stéphane verabredet sich mit Florence, um sich bei ihr anwaltlichen Rat wegen Evas familiärer Zustände zu holen. Florence bricht in schallendes Gelächter aus und überzeugt Stéphane, dass Eva ihm die Geschichte von Cinderella aufgetischt habe. Am nächsten Tag ist Eva wieder unauffindbar. Stéphane begibt sich mit Florence auf die Suche bei der Düne von Pilat. Gerade wollen sich die beiden im Auto küssen, als Eva sich auf dem Rücksitz aufrichtet und Florence auf das übelste beschimpft. Danach läuft Eva wieder davon.
Bei seiner Arbeit im Krankenhaus trifft Stéphane auf Eva, die in Begleitung ihrer Mutter zur Beobachtung eingeliefert wird. Er erfährt, dass Eva an einem Hirntumor leidet und Gefahr läuft zu erblinden. Als sie Stéphane im Gespräch mit seiner Ex-Freundin, der Psychologin Nathalie, sieht, rastet Eva aus und verweigert jegliche Nahrungsaufnahme. Am folgenden Morgen bringt Evas resoluter Großvater seine Enkelin in die Privatwohnung von Stéphane mit der Erklärung, dass „er ihre Medizin sei“. Immer wieder treten bei Eva Momente geistiger Abwesenheit auf, die auf eine drastische Verschlimmerung ihres Leidens hindeuten.
Bei Recherchen findet Stéphane heraus, dass Dr. Arnaud eine Theorie über eine neue Methode der Embolisation vertritt. Arnaud und Stéphane's Vater arbeiteten einst zusammen, gingen aber im Streit auseinander. Stéphane sucht inkognito Dr. Arnaud auf und lässt sich von ihm diese neue Methode erklären.
Inzwischen hat Eva ohne Stéphane's Wissen in seinem Namen ein Candlelightdiner mit Florence arrangiert. Als Eva während des Diners Stéphane in der Küche eifersüchtig fragt, ob er Florence schon betatscht habe, verpasst er ihr eine Ohrfeige. Florence hat mittlerweile die Wohnung verlassen und kündigt Stéphane die Freundschaft auf. Anderntags bricht Eva zusammen und muss ins Krankenhaus eingeliefert werden. Der Tumor ist gewachsen und muss dringend operiert werden. Professor Villiers ordnet einen Termin für den nächsten Morgen an und riskiert damit, dass Eva ihr Augenlicht verliert. Stéphane bringt Dr. Arnaud mit Gewalt in die Klinik und fordert ihn auf Eva zu embolisieren. Der vom Klinikpersonal alarmierte Professor Villiers erscheint im OP, gibt aber auf Stéphane's Drängen nach. Die Embolisation verläuft erfolgreich, Eva ist außer Gefahr und wird wieder gesund werden. Noch am selben Tag verlässt Stéphane Klinik und Bordeaux mit unbekanntem Ziel.
Acht Jahre später hält sich Stéphane in Sevilla auf. Aus der Zeitung erfährt er, dass sich die Pianistin Eva Castillo ebenfalls zu einem Konzert hier aufhält. Er besucht das Klavierkonzert und ist hingerissen von Evas Virtuosität. Beim Verlassen des Gebäudes haben die beiden kurz Blickkontakt, werden aber von aufdringlichen Reportern getrennt. Spätabends kehrt Stéphane ins Hotel zurück und hört im Treppenhaus entfernt Evas Lieblingsmelodie. Ein verlorener Schuh auf der Treppe in Anspielung auf Cinderella führt Stéphane geradewegs in die Suite von Eva, die er Kakao trinkend auf dem Bett liegend antrifft. Die mittlerweile 20-jährige Eva liebt Stéphane noch immer, und auch er kann seine Zuneigung nicht mehr leugnen.

## Kritiken
„Kleine, aber märchenhafte Geschichte voller lebhaft dargestellter Figuren“

„Hoher Sympathie- und ordentlicher Unterhaltungswert“